# كلود شانون
كلود إيلود شانون (بالإنجليزية: Claude Elwood Shannon)‏ (30 ابريل 1916-24 فبراير 2001)عالم أمريكي في الرياضيات يعتبر من مؤسسي نظرية المعلومات وله مساهمات عديدة لعلم التعمية والالكترونيكة، وقد بين أنَّ استخدام التشفير الذي يعتمد على استخدام المفتاح مرة واحدة، هو تشفير آمن كلياً، الأمان من حيث نظرية المعلومات. وقد كانت هذه المساهمة الاولية في نظرية المعلومات هي الخطوة الأولى في بحث طرق التشفير رياضياً. وكتابه المشهور جداً والذي يبحث النظرية الرياضية في الاتصال A Mathematical Theory of Communication. في كتابه هذا طور افكاراً والتي تستخدم في اساسات طرق تشغيل الحواسيب الحالية كما أنه ساهم في إنشاء العدد الثنائي (البت) وكذلك علم التعمية الحديث.

## الميلاد والنشأة
وُلد في الثلاثين من إبريل من سنة 1916م، في مدينة بيتوسكي بولاية ميشيجان الأمريكية، كان والده رجل أعمال وامتهن القضاء لفترة من الزمن، أما والدته فهي ابنة مهاجر ألماني ومدرسة لغة. وهو قريب المخترع توماس إديسون.
في عام 1932م التحق شانون بجامعة ميتشيغان وتخرج منها عام 1936م حاملاً معه شهادتي بكالوريوس في الرياضيات والهندسة الإلكترونية. عمل بعد ذلك بإجراء الدراسات في معهد ماساشوسينس التكنولوجي، حيث استخدم محلل فانيفار بوش التفاضلي (حاسبة تمثل البيانات بالكهرباء). وفي عام 1940م حصل شانون على جائزة من معهد ألفيرد نوبل الأمريكي للمهندسين الأمريكيين، واُعتُبرت رسالته للماجستير من أهم وأشهر أطروحات هذا القرن، أثبت شانون من خلال دراساته بأن الجبر المنطقي والحساب الثنائي يمكن أن يستعملا لتبسيط ترتيب المكائن الكهربائية التبادلية، ومن ثم استعمالها في مفاتيح توجيه الهاتف، ثم قلب المفهوم رأساً على عقب وأثبت أيضاً بأنه من الممكن استعمال ترتيبات التبادليات لحل مشاكل الجبر المنطقية، وباستثمار خاصية المفاتيح الكهربائية لتعمل بعلم المنطق، وهو المفهوم الأساسي التي تعمل عليها الحاسبات الرقمية الإلكترونية.

## أعماله
انضم شانون خلال الحرب العالمية الثانية إلى مختبرات بيل للعمل على أنظمة السيطرة على الحرائق والكتابة المشفرة، وكانت بحوثه قائمة على تشكيل البيانات ومعالجة الإشارات وكل هذا كان مبشراً بقدوم عصر المعلومات. وأما بعد الحرب فكانت إسهاماته تتمة لأبحاثه التي قضى جُلّ وقته في تطويرها، ففي عام 1948م نشر شانون مقالة بجزءين في مجلة نظام بيل التقنية بعنوان "نظرية رياضية للاتصال"، وركزت هذه المقالة على ما هي أفضل طريقة لتشفير معلومات المرسل التي يريد إرسالها، حيث كانت هذه الدراسة منشأً لنظرية الاتصال.
قام شانون بتطوير إنتروبيا المعلومات كمقياس للحيرة في الرسالة بينما في الأساس كان يخترع حقل نظرية المعلومات. بعد ذلك تحولت تلك المقالة إلى كتاب بمساعدة الكاتب وارن ويفر، فحاولا صياغة الكتاب بطريقة يستطيع جميع القراء الاستفادة منه حتى من غير المختصين. إضافة إلى ذلك ساهمت نظرية المعلومات بشكل أساسي على تأسيس علم اللغة الحسابي ومعالجة اللغة الطبيعية.
كان لشانون اهتماماته وهواياته المفضلة خارج النطاق الأكاديمي، فكان مهتماً برياضة القفز وركوب الدراجات والشطرنج، فاخترع العديد من الأدوات كالأقراص الطائرة ولعبة القفز بالنابض.

### أهم إنجازاته
وفي عام 1950م اخترع شانون فأرة سميت باسمه وهي فأرة مغناطيسية تعمل تحت سيطرة دائرة تناوبية تمكنها من التحرك بسهولة في متاهة تتكون من 25مربعا، وهي مصممة لجعل الفأرة تبحث في هذه المتاهات حتى تصل إلى هدف يوضع لها في أحد الأماكن، وهذه الفأرة تُعد أداة التعلم الأولى من نوعها، وفي نفس السنة نشر شانون ورقة رائدة عن شطرنج الحاسوب الذي يؤهل الحاسوب للعب الشطرنج.
حصل شانون على كم هائل من الجوائز وقامت العديد من الجامعات والمعاهد والمؤسسات بتكريمه ومنحه درجة الدكتوراه الفخرية، ولإحياء إنجازاته فقد أقيمت احتفالات لأعماله في عام 2001م وهناك خمسة تماثيل له في عدد من الجامعات المرموقة.
أطلق روبيرت جالجر على شانون أعظم عالم في القرن العشرين فهو مؤسس الثورة الرقمية وبدونه لا وجود للأشياء التي نعرفها اليوم.

## طبيعته وهواياته
كان شانون ذا طابع لطيف للغاية، بجانب هواية الآليات كان يهتم جدا ببهلوانية تنطيط الكرات إلى حد أنه برهن معادلة رياضية أطلق عليها اسم معادلة التنطيط. ومعروف بأنه غالبا ما كان يتجول في معهد ماساتشوستس للتكنولوجيا على دراجة أحادية العجلة في حين يداه مشغولة ب تنطيط الكرات.

## وفاته
في آخر حياته لم يكن شانون واعياً بما حققه بالثورة الرقمية والانجازات العظيمة لأن ذاكرته قد تلاشت بسبب مرض الزهايمر، توفي عام 2001 وعمره 84 عاماً.

## روابط خارجية
- كلود شانون على موقع الموسوعة البريطانية (الإنجليزية)
- كلود شانون على موقع إن إن دي بي (الإنجليزية)
- كلود شانون.. مؤسس عصر المعلومات